# Poetica del frammento
Il frammentismo, o poetica del frammento, è una tendenza letteraria sviluppatasi in Italia nei primi anni del Novecento.
Il Frammentismo incarna una concezione della letteratura legata alle dottrine irrazionaliste e decadenti che prevede la costruzione dell'opera letteraria non tramite un insieme organizzato di eventi e situazioni, ma tramite un mosaico di frammenti, di immagini e di episodi slegati fra loro. Tale poetica, quindi, rifiuta subito il romanzo come forma espressiva.

## Caratteristiche
La scelta del frammento come strumento comunicativo è dovuto innanzitutto a una visione della vita confusa, parziale e soggettiva; una rappresentazione della vita unitaria e compatta è, in questa ottica, impossibile.
Il frammento può essere un breve brano in prosa o in versi, dove però il verso è libero e non segue nessuna metrica tradizionale.
Alcune generiche caratteristiche della poetica del frammento sono:
- l'autobiografismo;
- l'attenzione verso l'analisi dei sentimenti e degli aspetti morali della vita, tralasciando i fatti concreti;
- la combinazione di prosa e poesia in forme innovative ibride.

Il frammentismo si avvicina, in alcuni casi, all'espressionismo.

## Esponenti
Il frammentismo trova il suo più valido sostenitore nella rivista La Voce, durante il periodo di direzione da parte di Giuseppe De Robertis. Esempi di testi tipici della poetica del frammento sono Il mio Carso di Scipio Slataper e la raccolta Frantumi di Giovanni Boine. In queste esperienze di frammentismo c'è la rottura della forma chiusa e armonica propria dell'arte tradizionale del '900. Nell'ambito de La Voce vanno invece ricordati poeti come Rebora, autore di Frammenti Lirici e Camillo Sbarbaro, autore di Resine e Pianissimo, accomunati dalla capacità di ridurre la parola poetica ad elementi essenziali. La poetica del frammento è anche presente in Ossi di seppia di Eugenio Montale, in cui Montale, oltre ad adottare la poetica del frammento, adotta anche versi liberi e forme chiuse ottocentesche come le quartine e gli endecasillabi in maniera indifferente, o ancora nel Notturno di Gabriele D'Annunzio.